# Loma de San José
Loma de San José är en ort i Mexiko, tillhörande kommunen Nicolás Romero i delstaten Mexiko. Loma de San José ligger i den centrala delen av landet och tillhör Mexico Citys storstadsområde. Orten hade 2 541 invånare vid folkmätningen 2010.